# Clear Grits
Les Clear Grits étaient un parti politique canadien du XIXe siècle.

## Idéologie
Cette formation a été créée au Canada-Uni et ne présentait que des candidats dans la province du Haut-Canada, l'actuel Ontario. Il était perçu par le Bas-Canada, l'actuel Québec, majoritairement francophone, comme un parti anti-francophone essentiellement à cause de ses revendications comme l'instauration du principe de représentation des députés par la population, ce qui désavantagerait le Bas-Canada, ayant moins d'habitants que le Haut-Canada, majoritairement anglophone.
Cette situation était un revirement très récent, la constitution de 1841 ayant accordé un nombre égal de députés aux deux Canadas malgré la population nettement supérieure dans le Bas-Canada. En moins de dix ans, la population de celui-ci n'était que la même que celle du Haut-Canada et a été rapidement dépassée dans la Province du Canada.
Les Clear Grits revendiquaient une plus grande séparation de l'Église et de l'État, l'Église catholique romaine étant alors très puissante chez les francophones. Le parti avait ainsi le même point de vue à ce sujet que le Parti rouge du Bas-Canada.

## Confédération
Les Clear Grits jouèrent un grand rôle en faveur du projet de confédération. Le chef, George Brown, fit partie de la coalition Macdonald-Cartier avec les libéraux-conservateurs, alors dirigés par John A. Macdonald en Ontario et par George-Étienne Cartier au Québec. La formation accepta un pacte dans lequel elle obtint le principe de représentation des députés par la population, ce qui débuta lors de l'unification du Canada.

## Chefs
- William Lyon Mackenzie
- Robert Baldwin
- George Brown